# Muness Castle

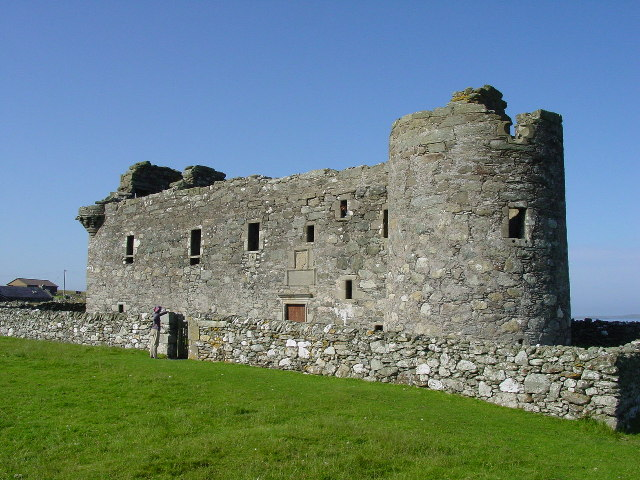
Muness Castle

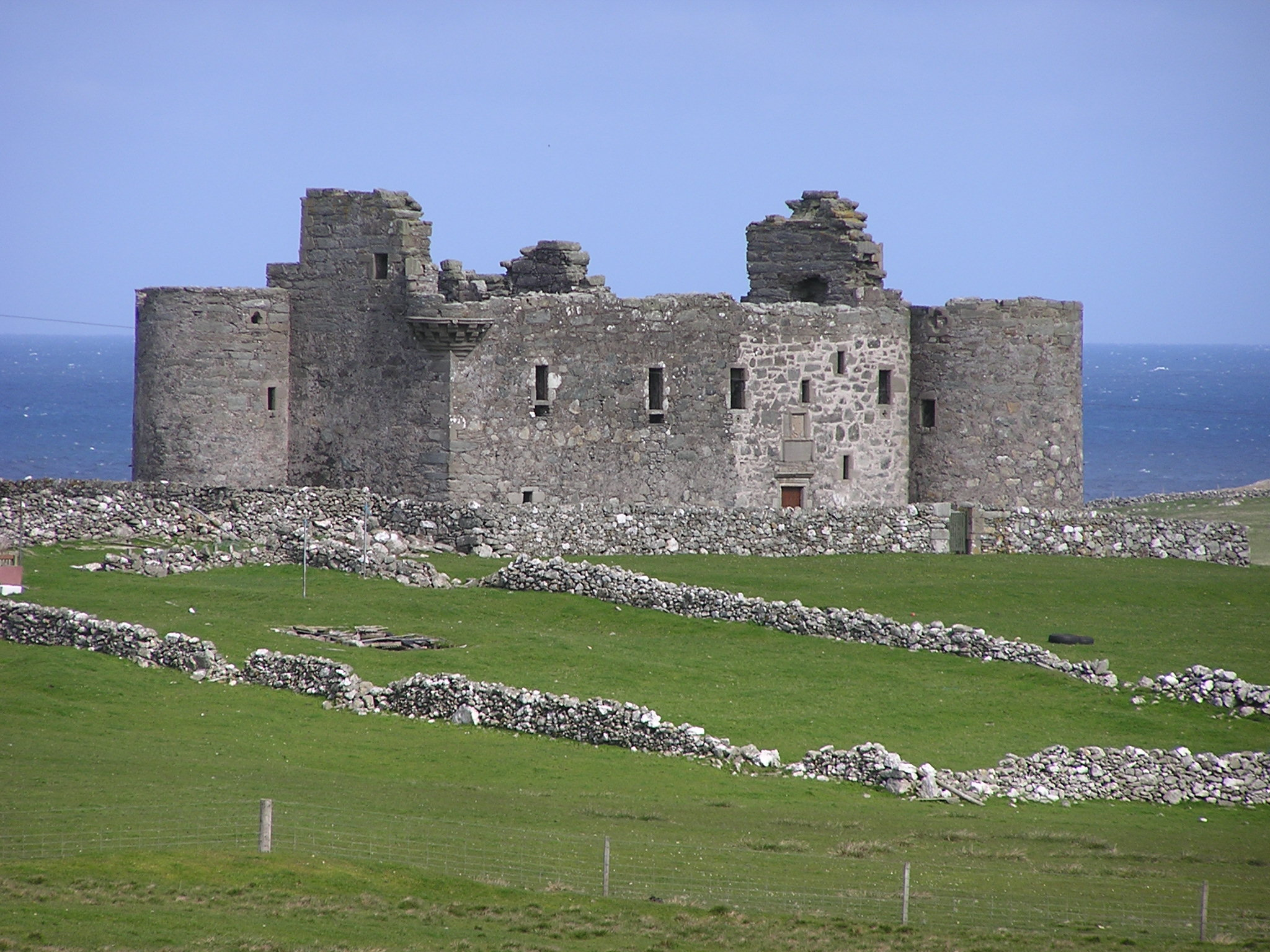
Muness Castle

Muness slott, eller Muness Castle, är ett slott beläget på ön Unst, en av Shetlandsöarna, norr om Skottland. Slottet ligger 3 km öster om byn Uyeasound. Unst är Skottlands nordligaste bebodda ö, och Muness slott är också det nordligaste belägna befästningen på de Brittiska öarna.

## Historia
Slottet uppfördes år 1598 åt Laurence Bruce of Cultmalindie, halvbror till Robert Stewart, 1:e earl av Orkney. Earl Robert efterträddes av sin son Patrick Stewart år 1593. Slottet kan ha byggts under ledning av Andrew Crawford, Earl Patricks verkmästare, som även ledde byggnationen av Scalloway slott och Earl's Palace i Kirkwall, Orkney.
År 1627 härjades slottet av en brand, och blev möjligen aldrig helt återställt efter detta. Slottet saknar idag tak och den tidigare övervåningen. Flygfoton avslöjar att slottet en gång möjligtvis haft en ordnad trädgård i sydvästligt läge. Byggnadsvården sköts idag av Historic Scotland.